# Zielone Skałki

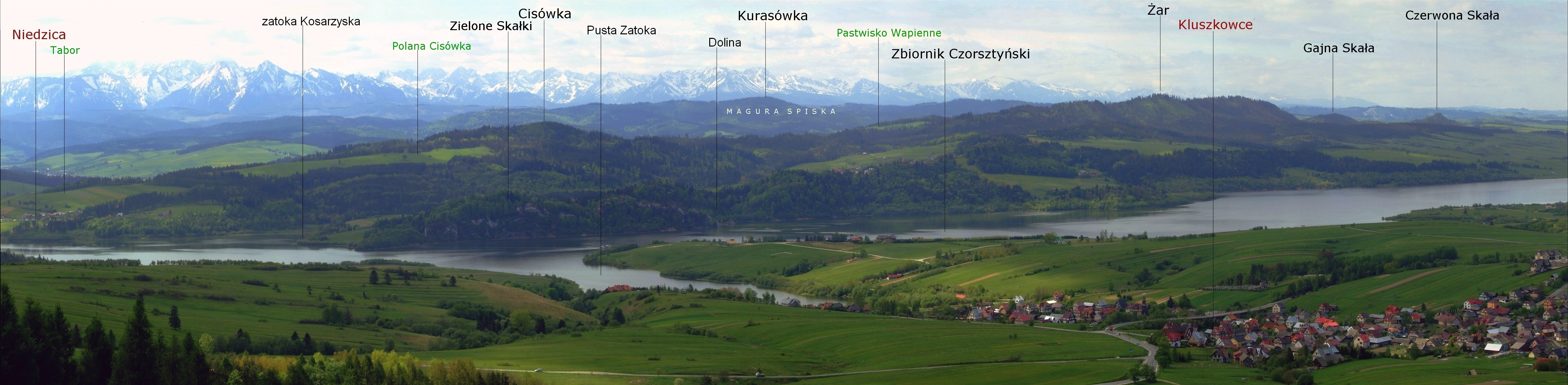
Zielone Skałki na tle Pienin Spiskich

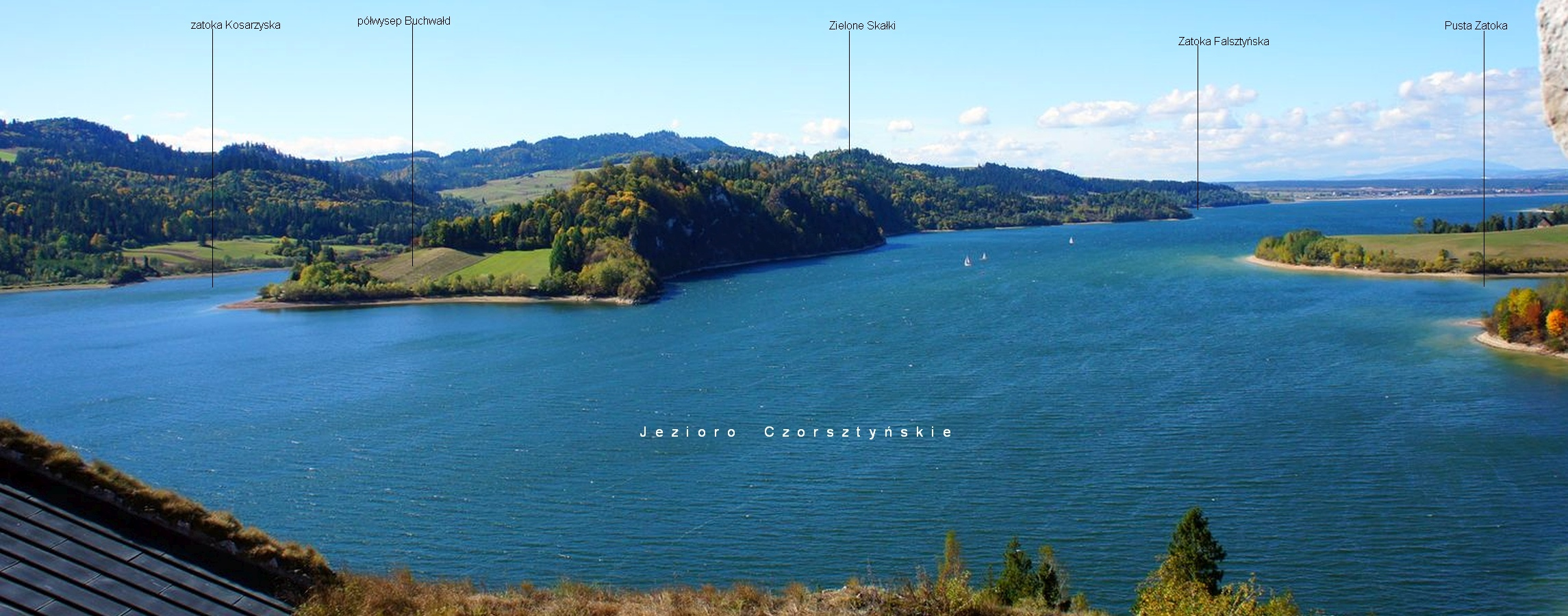
Widok z Zamku w Niedzicy

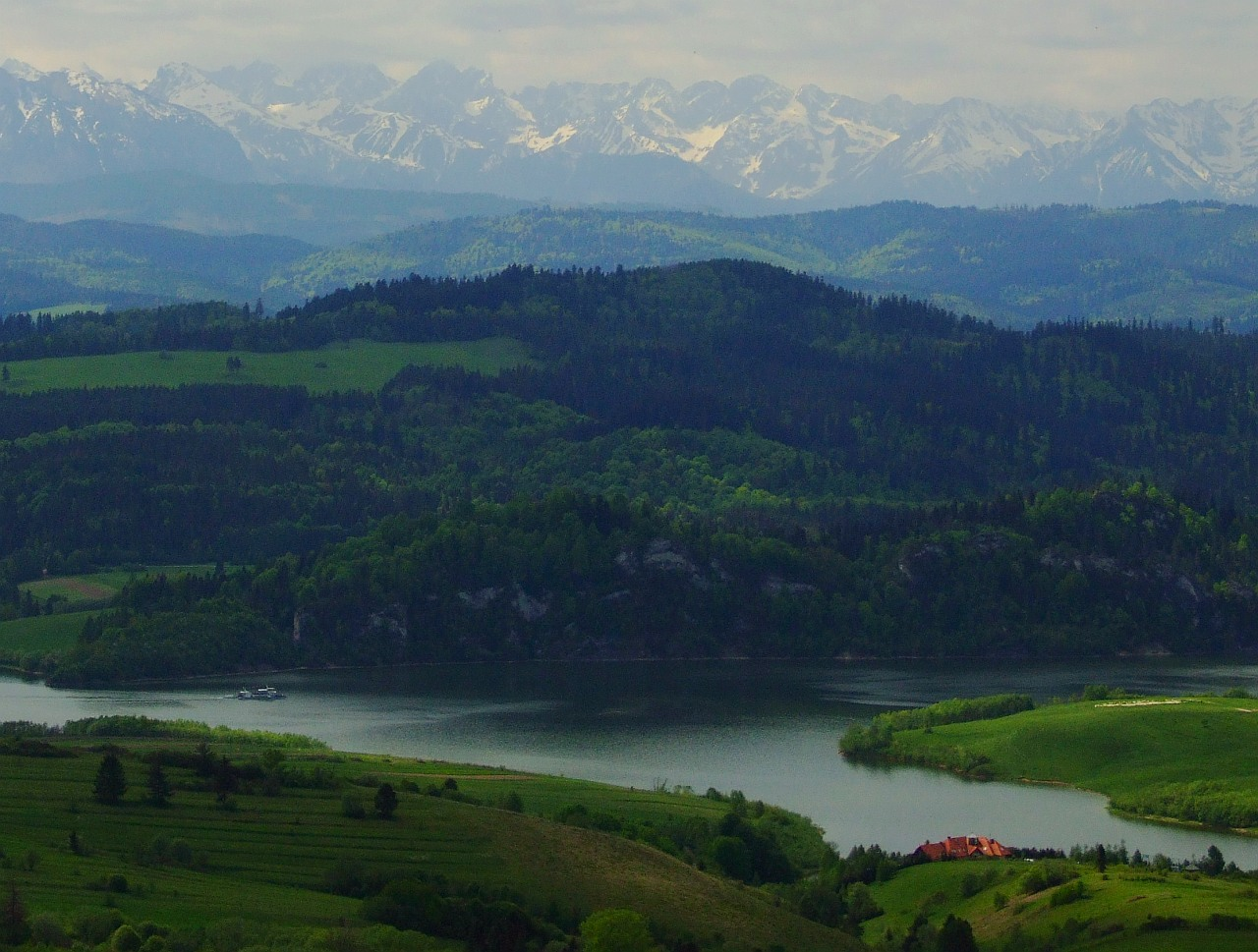
Od dołu: Zbiornik Czorsztyński, Zielone Skałki, Pieniny Spiskie, Zamagurze i Tatry

Zielone Skałki lub Zielone Skały – pasmo wapiennych skał w Pieninach Spiskich powyżej Zbiornika Czorsztyńskiego a poniżej głównego grzbietu tych Pienin, na obszarze miejscowości Niedzica w województwie małopolskim, w powiecie nowotarskim, w gminie Łapsze Niżne. Pasmo ma długość około 2, 5 km i ciągnie się od najdalej na wschód wysuniętego cypla półwyspu Buchwałd po parów Dolina. Ma trzy skalne czuby o wysokości 616 m (wschodnia), 627 m (środkowa) i około 625 m (zachodnia). Wyróżnia się w nim kilkanaście skał, większe z nich posiadają indywidualne nazwy. Józef Nyka podaje cztery: Pieronka, Rybiarka, Ślusarska Skała, Walantowa, na mapie Geoportalu zaznaczona jest tylko Rybiarka. Zbudowane są z wapienia krynoidowego serii czorsztyńskiej. Pomiędzy skałami występują niewielkie dolinki i miniaturowe łąki. Do Zbiornika Czorsztyńskiego Zielone Skały opadają stromymi urwiskami i ścianami o wysokości 80–100 m. Po napełnieniu wodą Jeziora Czorsztyńskiego dolna część Zielonych Skał została zalana wodą i obecnie wschodnia część tworzy na tym zbiorniku półwysep Buchwałd.
W Zielonych Skałkach znajdują się dwie niewielkie jaskinie: Schronisko w Zielonych Skałkach i Schronisko w Zielonych Skałkach Górne.
Nazwa jest stara; występuje na austriackich mapach z 1822 r. jako territorium Zelene. Nazwa „Zielona Góra, czyli Tabor” występuje też w gotyckim kościele w słowackiej Lewoczy. Z Zielonymi Skałkami związane są legendy o skarbach. Szukał ich tutaj podobno proboszcz z Maniów. Przed zalaniem przez wody Zbiornika Czorsztyńskiego istniała topiel nazywana wówczas „Żyłą od Morskiego”: pisze o niej Bronisław Gustawicz, który w 1880 r. wszedł na najwyższy szczyt Zielonych Skał.
Zielone Skałki są cenne przyrodniczo, występują tutaj rzadkie gatunki roślin, m.in. pluskwica europejska i kokorycz żółtawa. Istniała tutaj jedyna w Pieninach ostoja żbika. W 1970 r. w Pieninach Spiskich utworzono rezerwat przyrody o powierzchni 24,17 ha, obejmujący Zielone Skałki. W 1996 r. teren ten został włączony do Pienińskiego Parku Narodowego i otrzymał status obszaru ochrony ścisłej. Jest to jedyna część Pienin Spiskich włączona w obszar parku narodowego i stanowi eksklawę parku, rozciągającego się po drugiej stronie Zbiornika Czorsztyńskiego. Obszar ten nie jest udostępniony turystycznie. Brzegami półwyspu, wzdłuż granicy obszaru chronionego prowadzi asfaltowa droga i szlak rowerowy (VeloDunajec).
Z rzadkich i chronionych gatunków mchów występują tu: zwiślik maczugowaty (Anomodon attenuatus), zwiślik długolistny (Anomodon longifolius), zwiślik wiciowy.